# شيبالبا

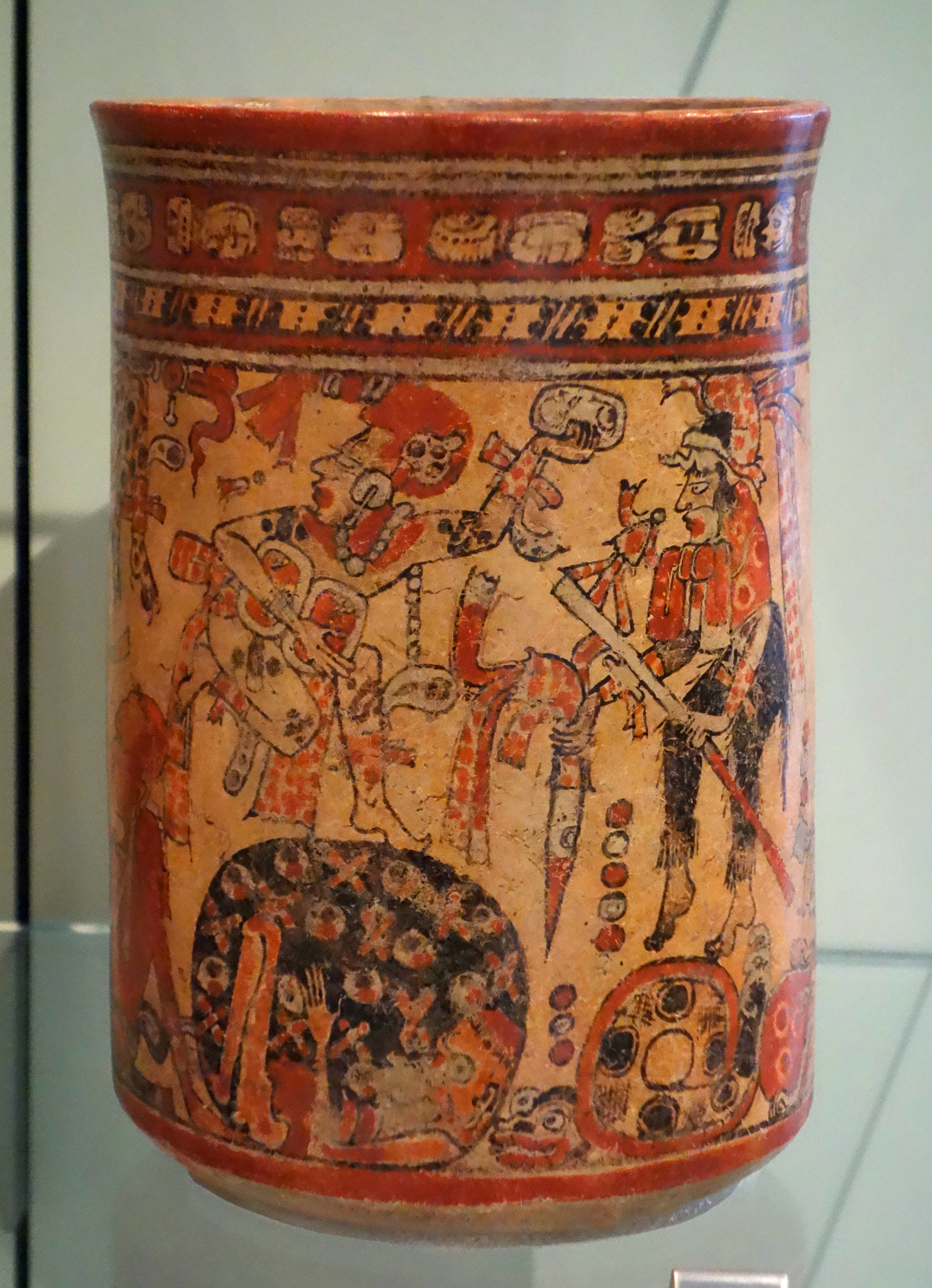
إناء عليه رسوم لشعب المايا (محاكمة الآلهة).

في ميثولوجيا المايا، شيبالبا Xibalba هو اسم العالم السفلي، ومعناه حرفيا "مكان الخوف"، ويحكمه آلهة الموت عند المايا. مدخله هو فيراباز Verapaz (القرن 16) وهو كهف في غواتيمالا. كما أن كهفاً آخر في بليز المجاورة يعتبر مدخلا لشيبالبا. في بعض مناطق المايا يعتبر درب اللبانة Milky Way طريقاً إلى شيبالبا.